# Большое Капшозеро
Большое Капшозеро — пресноводное озеро на территории Винницкого сельского поселения Подпорожского района Ленинградской области.

## Общие сведения
Площадь озера — 0,8 км², площадь водосборного бассейна — 5,9 км². Располагается на высоте 212,9 метров над уровнем моря.
Форма озера лопастная, продолговатая: оно вытянуто с юго-запада на северо-восток. Берега каменисто-песчаные, преимущественно возвышенные.
Из юго-западной оконечности Большого Капшозера вытекает Капшручей, впадающий в реку Оять, левый приток Свири.
В озере расположено не менее четырёх небольших безымянных островов.
К северу от озера проходит лесовозная дорога.
Населённые пункты вблизи водоёма отсутствуют.
Код объекта в государственном водном реестре — 01040100811102000015548.